# NUTS do Reino Unido
As Nomenclaturas de Unidades Territoriais para fins Estatísticos NUTS no Reino Unido é uma subdivisão da UK concebida pela Eurostat.
Os códigos NUTS nível 1, começam com UKC, ao invés de UK1 porque na nova lista revisada das  Regiões da Inglaterra e do governo local refletia mudanças em toda a UK; UK1-UKB tinham sido utilizadas para as 11 regiões no sistema de codificação anterior.
Códigos Unidade administrativa local níveis 1 e 2 são mantidos pelo Instituto Nacional de Estatística do Reino Unido dentro do Sistema de codificação ONS.
| Nível  | Subdivisões correspondentes | #   |
| ------ | --- | --- |
| NUTS 1 | País de Gales, Escócia, Irlanda do Norte, 9 regiões estatísticas na Inglaterra | 12  |
| NUTS 2 | Irlanda do Norte, condados na Inglaterra (mais agrupados), grupos de distritos na Grande Londres, grupos de Autoridades unitárias no País de Gales, grupos de Áreas do conselho na Escócia                        | 40  |
| NUTS 3 | condados, Autoridades unitárias, ou distritos da Inglaterra (alguns agrupados), grupos de Autoridades unitárias no País de Gales, grupos de Áreas do conselho na Escócia, grupos de distritos da Irlanda do Norte | 174 |

| NUTS 1                         | NUTS 1 | NUTS 2                                       | NUTS 2 | NUTS 3                                                                                                | NUTS 3 |
| Região                         | Código | Região/Condado                               | Código | Área/Cidade                                                                                           | Código |
| ------------------------------ | ------ | -------------------------------------------- | ------ | --- | ------ |
| Nordeste, Inglaterra           | UKC    | Tees Valley e Durham                         | UKC1   | Hartlepool e Stockton-on-Tees                                                                         | UKC11  |
| Nordeste, Inglaterra           | UKC    | Tees Valley e Durham                         | UKC1   | Sul Teesside (Middlesbrough e Redcar e Cleveland)                                                     | UKC12  |
| Nordeste, Inglaterra           | UKC    | Tees Valley e Durham                         | UKC1   | Darlington                                                                                            | UKC13  |
| Nordeste, Inglaterra           | UKC    | Tees Valley e Durham                         | UKC1   | Durham                                                                                                | UKC14  |
| Nordeste, Inglaterra           | UKC    | Northumberland e Tyne e Wear                 | UKC2   | |        |
| Nordeste, Inglaterra           | UKC    | Northumberland e Tyne e Wear                 | UKC2   | Northumberland                                                                                        | UKC21  |
| Nordeste, Inglaterra           | UKC    | Northumberland e Tyne e Wear                 | UKC2   | Tyneside (Newcastle upon Tyne, Gateshead, South Tyneside, North Tyneside)                             | UKC22  |
| Nordeste, Inglaterra           | UKC    | Northumberland e Tyne e Wear                 | UKC2   | Sunderland                                                                                            | UKC23  |
| Noroeste, Inglaterra           | UKD    |                                              |        | |        |
| Noroeste, Inglaterra           | UKD    | Cumbria                                      | UKD1   | West Cumbria (Allerdale, Barrow-in-Furness, Copeland)                                                 | UKD11  |
| Noroeste, Inglaterra           | UKD    | Cumbria                                      | UKD1   | Leste Cumbria (Carlisle, Eden, South Lakeland)                                                        | UKD12  |
| Noroeste, Inglaterra           | UKD    | Cheshire                                     | UKD2   | Halton e Warrington                                                                                   | UKD21  |
| Noroeste, Inglaterra           | UKD    | Cheshire                                     | UKD2   | Cheshire CC                                                                                           | UKD22  |
| Noroeste, Inglaterra           | UKD    | Grande Manchester                            | UKD3   | Greater Manchester South (Manchester, Salford, Metropolitan Borough de Stockport, Tameside, Trafford) | UKD31  |
| Noroeste, Inglaterra           | UKD    | Grande Manchester                            | UKD3   | Greater Manchester North (Bolton, Bury, Oldham, Rochdale, Wigan                                       | UKD32  |
| Noroeste, Inglaterra           | UKD    | Lancashire                                   | UKD4   | Blackburn with Darwen                                                                                 | UKD41  |
| Noroeste, Inglaterra           | UKD    | Lancashire                                   | UKD4   | Blackpool                                                                                             | UKD42  |
| Noroeste, Inglaterra           | UKD    | Lancashire                                   | UKD4   | Lancashire CC                                                                                         | UKD43  |
| Noroeste, Inglaterra           | UKD    | Merseyside                                   | UKD5   | East Merseyside (Knowsley e St Helens)                                                                | UKD51  |
| Noroeste, Inglaterra           | UKD    | Merseyside                                   | UKD5   | Liverpool                                                                                             | UKD52  |
| Noroeste, Inglaterra           | UKD    | Merseyside                                   | UKD5   | Sefton                                                                                                | UKD53  |
| Noroeste, Inglaterra           | UKD    | Merseyside                                   | UKD5   | Wirral                                                                                                | UKD54  |
| Yorkshire e Humber, Inglaterra | UKE    | East Riding e Norte Lincolnshire             | UKE1   | Kingston upon Hull                                                                                    | UKE11  |
| Yorkshire e Humber, Inglaterra | UKE    | East Riding e Norte Lincolnshire             | UKE1   | East Riding of Yorkshire                                                                              | UKE12  |
| Yorkshire e Humber, Inglaterra | UKE    | East Riding e Norte Lincolnshire             | UKE1   | North e North East Lincolnshire                                                                       | UKE13  |
| Yorkshire e Humber, Inglaterra | UKE    | North Yorkshire                              | UKE2   | York                                                                                                  | UKE21  |
| Yorkshire e Humber, Inglaterra | UKE    | North Yorkshire                              | UKE2   | North Yorkshire CC                                                                                    | UKE22  |
| Yorkshire e Humber, Inglaterra | UKE    | South Yorkshire                              | UKE3   | Barnsley, Doncaster e Rotherham                                                                       | UKE31  |
| Yorkshire e Humber, Inglaterra | UKE    | South Yorkshire                              | UKE3   | Sheffield                                                                                             | UKE32  |
| Yorkshire e Humber, Inglaterra | UKE    | West Yorkshire                               | UKE4   | Bradford                                                                                              | UKE41  |
| Yorkshire e Humber, Inglaterra | UKE    | West Yorkshire                               | UKE4   | Leeds                                                                                                 | UKE42  |
| Yorkshire e Humber, Inglaterra | UKE    | West Yorkshire                               | UKE4   | Calderdale, Kirklees e Wakefield                                                                      | UKE43  |
| Midlands Oriental, Inglaterra  | UKF    | Derbyshire e Nottinghamshire                 | UKF1   | Derby                                                                                                 | UKF11  |
| Midlands Oriental, Inglaterra  | UKF    | Derbyshire e Nottinghamshire                 | UKF1   | Leste Derbyshire (Bolsover, Chesterfield, North East Derbyshire)                                      | UKF12  |
| Midlands Oriental, Inglaterra  | UKF    | Derbyshire e Nottinghamshire                 | UKF1   | Sul e Oeste Derbyshire (Amber Valley, Derbyshire Dales, Erewash, High Peak, South Derbyshire)         | UKF13  |
| Midlands Oriental, Inglaterra  | UKF    | Derbyshire e Nottinghamshire                 | UKF1   | Nottingham                                                                                            | UKF14  |
| Midlands Oriental, Inglaterra  | UKF    | Derbyshire e Nottinghamshire                 | UKF1   | Norte Nottinghamshire (Ashfield, Bassetlaw, Mansfield, Newark e Sherwood)                             | UKF15  |
| Midlands Oriental, Inglaterra  | UKF    | Derbyshire e Nottinghamshire                 | UKF1   | Sul Nottinghamshire (Broxtowe, Gedling, Rushcliffe)                                                   | UKF16  |
| Midlands Oriental, Inglaterra  | UKF    | Leicestershire, Rutland e Northamptonshire   | UKF2   | Leicester                                                                                             | UKF21  |
| Midlands Oriental, Inglaterra  | UKF    | Leicestershire, Rutland e Northamptonshire   | UKF2   | Leicestershire CC e Rutland                                                                           | UKF22  |
| Midlands Oriental, Inglaterra  | UKF    | Leicestershire, Rutland e Northamptonshire   | UKF2   | Northamptonshire CC                                                                                   | UKF23  |
| Midlands Oriental, Inglaterra  | UKF    | Lincolnshire                                 | UKF3   | Lincolnshire CC                                                                                       | UKF30  |
| Midlands Ocidental, Inglaterra | UKG    | Herefordshire, Worcestershire e Warwickshire | UKG1   | Herefordshire                                                                                         | UKG11  |
| Midlands Ocidental, Inglaterra | UKG    | Herefordshire, Worcestershire e Warwickshire | UKG1   | Worcestershire CC                                                                                     | UKG12  |
| Midlands Ocidental, Inglaterra | UKG    | Herefordshire, Worcestershire e Warwickshire | UKG1   | Warwickshire CC                                                                                       | UKG13  |
| Midlands Ocidental, Inglaterra | UKG    | Shropshire e Staffordshire                   | UKG2   | Telford e Wrekin                                                                                      | UKG21  |
| Midlands Ocidental, Inglaterra | UKG    | Shropshire e Staffordshire                   | UKG2   | Shropshire CC                                                                                         | UKG22  |
| Midlands Ocidental, Inglaterra | UKG    | Shropshire e Staffordshire                   | UKG2   | Stoke-on-Trent                                                                                        | UKG23  |
| Midlands Ocidental, Inglaterra | UKG    | Shropshire e Staffordshire                   | UKG2   | Staffordshire CC                                                                                      | UKG24  |
| Midlands Ocidental, Inglaterra | UKG    | Midlands Ocidental                           | UKG3   | Birmingham                                                                                            | UKG31  |
| Midlands Ocidental, Inglaterra | UKG    | Midlands Ocidental                           | UKG3   | Solihull                                                                                              | UKG32  |
| Midlands Ocidental, Inglaterra | UKG    | Midlands Ocidental                           | UKG3   | Coventry                                                                                              | UKG33  |
| Midlands Ocidental, Inglaterra | UKG    | Midlands Ocidental                           | UKG3   | Dudley e Sandwell                                                                                     | UKG34  |
| Midlands Ocidental, Inglaterra | UKG    | Midlands Ocidental                           | UKG3   | Walsall e Wolverhampton                                                                               | UKG35  |
| Leste da Inglaterra            | UKH    | Ânglia Oriental                              | UKH1   | Peterborough                                                                                          | UKH11  |
| Leste da Inglaterra            | UKH    | Ânglia Oriental                              | UKH1   | Cambridgeshire CC                                                                                     | UKH12  |
| Leste da Inglaterra            | UKH    | Ânglia Oriental                              | UKH1   | Norfolk                                                                                               | UKH13  |
| Leste da Inglaterra            | UKH    | Ânglia Oriental                              | UKH1   | Suffolk                                                                                               | UKH14  |
| Leste da Inglaterra            | UKH    | Bedfordshire e Hertfordshire                 | UKH2   | Luton                                                                                                 | UKH21  |
| Leste da Inglaterra            | UKH    | Bedfordshire e Hertfordshire                 | UKH2   | Bedfordshire CC                                                                                       | UKH22  |
| Leste da Inglaterra            | UKH    | Bedfordshire e Hertfordshire                 | UKH2   | Hertfordshire CC                                                                                      | UKH23  |
| Leste da Inglaterra            | UKH    | Essex                                        | UKH3   | Southend-on-Sea                                                                                       | UKH31  |
| Leste da Inglaterra            | UKH    | Essex                                        | UKH3   | Thurrock                                                                                              | UKH32  |
| Leste da Inglaterra            | UKH    | Essex                                        | UKH3   | Essex CC                                                                                              | UKH33  |
| Londres, Inglaterra            | UKI    | Londres interna                              | UKI1   | Oeste Londres interna                                                                                 | UKI11  |
| Londres, Inglaterra            | UKI    | Londres interna                              | UKI1   | Leste Londres interna                                                                                 | UKI12  |
| Londres, Inglaterra            | UKI    | Londres exterior                             | UKI2   | Leste e Nordeste Londres exterior                                                                     | UKI21  |
| Londres, Inglaterra            | UKI    | Londres exterior                             | UKI2   | Sul Londres exterior                                                                                  | UKI22  |
| Londres, Inglaterra            | UKI    | Londres exterior                             | UKI2   | Oeste e Noroeste Londres exterior                                                                     | UKI23  |
| Sudeste, Inglaterra            | UKJ    | Berkshire, Buckinghamshire, e Oxfordshire    | UKJ1   | Berkshire                                                                                             | UKJ11  |
| Sudeste, Inglaterra            | UKJ    | Berkshire, Buckinghamshire, e Oxfordshire    | UKJ1   | Milton Keynes                                                                                         | UKJ12  |
| Sudeste, Inglaterra            | UKJ    | Berkshire, Buckinghamshire, e Oxfordshire    | UKJ1   | Buckinghamshire CC                                                                                    | UKJ13  |
| Sudeste, Inglaterra            | UKJ    | Berkshire, Buckinghamshire, e Oxfordshire    | UKJ1   | Oxfordshire                                                                                           | UKJ14  |
| Sudeste, Inglaterra            | UKJ    | Surrey, East e West Sussex                   | UKJ2   | Brighton e Hove                                                                                       | UKJ21  |
| Sudeste, Inglaterra            | UKJ    | Surrey, East e West Sussex                   | UKJ2   | East Sussex CC                                                                                        | UKJ22  |
| Sudeste, Inglaterra            | UKJ    | Surrey, East e West Sussex                   | UKJ2   | Surrey                                                                                                | UKJ23  |
| Sudeste, Inglaterra            | UKJ    | Surrey, East e West Sussex                   | UKJ2   | West Sussex CC                                                                                        | UKJ24  |
| Sudeste, Inglaterra            | UKJ    | Hampshire e Isle of Wight                    | UKJ3   | Portsmouth                                                                                            | UKJ31  |
| Sudeste, Inglaterra            | UKJ    | Hampshire e Isle of Wight                    | UKJ3   | Southampton                                                                                           | UKJ32  |
| Sudeste, Inglaterra            | UKJ    | Hampshire e Isle of Wight                    | UKJ3   | Hampshire CC                                                                                          | UKJ33  |
| Sudeste, Inglaterra            | UKJ    | Hampshire e Isle of Wight                    | UKJ3   | Isle of Wight                                                                                         | UKJ34  |
| Sudeste, Inglaterra            | UKJ    | Kent                                         | UKJ4   | Medway                                                                                                | UKJ41  |
| Sudeste, Inglaterra            | UKJ    | Kent                                         | UKJ4   | Kent CC                                                                                               | UKJ42  |
| Sudoeste, Inglaterra           | UKK    | Gloucestershire, Wiltshire e Norte Somerset  | UKK1   | Bristol                                                                                               | UKK11  |
| Sudoeste, Inglaterra           | UKK    | Gloucestershire, Wiltshire e Norte Somerset  | UKK1   | North, North East Somerset, e South Gloucestershire                                                   | UKK12  |
| Sudoeste, Inglaterra           | UKK    | Gloucestershire, Wiltshire e Norte Somerset  | UKK1   | Gloucestershire CC                                                                                    | UKK13  |
| Sudoeste, Inglaterra           | UKK    | Gloucestershire, Wiltshire e Norte Somerset  | UKK1   | Swindon                                                                                               | UKK14  |
| Sudoeste, Inglaterra           | UKK    | Gloucestershire, Wiltshire e Norte Somerset  | UKK1   | Wiltshire                                                                                             | UKK15  |
| Sudoeste, Inglaterra           | UKK    | Dorset e Somerset                            | UKK2   | Bournemouth e Poole                                                                                   | UKK21  |
| Sudoeste, Inglaterra           | UKK    | Dorset e Somerset                            | UKK2   | Dorset CC                                                                                             | UKK22  |
| Sudoeste, Inglaterra           | UKK    | Dorset e Somerset                            | UKK2   | Somerset CC                                                                                           | UKK23  |
| Sudoeste, Inglaterra           | UKK    | Cornwall e Isles of Scilly                   | UKK3   | Cornwall e Isles of Scilly                                                                            | UKK31  |
| Sudoeste, Inglaterra           | UKK    | Devon                                        | UKK4   | Plymouth                                                                                              | UKK41  |
| Sudoeste, Inglaterra           | UKK    | Devon                                        | UKK4   | Torbay                                                                                                | UKK42  |
| Sudoeste, Inglaterra           | UKK    | Devon                                        | UKK4   | Devon CC                                                                                              | UKK43  |
| País de Gales                  | UKL    | País de Gales Ocidental e Os vales           | UKL1   | Ilha de Anglesey                                                                                      | UKL11  |
| País de Gales                  | UKL    | País de Gales Ocidental e Os vales           | UKL1   | Gwynedd                                                                                               | UKL12  |
| País de Gales                  | UKL    | País de Gales Ocidental e Os vales           | UKL1   | Conwy e Denbighshire                                                                                  | UKL13  |
| País de Gales                  | UKL    | País de Gales Ocidental e Os vales           | UKL1   | Sudoeste do País de Gales (Ceredigion, Carmarthenshire, Pembrokeshire)                                | UKL14  |
| País de Gales                  | UKL    | País de Gales Ocidental e Os vales           | UKL1   | Central Valleys (Merthyr Tydfil, Rhondda Cynon Taff)                                                  | UKL15  |
| País de Gales                  | UKL    | País de Gales Ocidental e Os vales           | UKL1   | Gwent Valleys (Blaenau Gwent, Caerphilly, Torfaen)                                                    | UKL16  |
| País de Gales                  | UKL    | País de Gales Ocidental e Os vales           | UKL1   | Bridgend e Neath Port Talbot                                                                          | UKL17  |
| País de Gales                  | UKL    | País de Gales Ocidental e Os vales           | UKL1   | Swansea                                                                                               | UKL18  |
| País de Gales                  | UKL    | Leste do País de Gales                       | UKL2   | Monmouthshire e Newport                                                                               | UKL21  |
| País de Gales                  | UKL    | Leste do País de Gales                       | UKL2   | Cardiff e Vale de Glamorgan                                                                           | UKL22  |
| País de Gales                  | UKL    | Leste do País de Gales                       | UKL2   | Flintshire e Wrexham                                                                                  | UKL23  |
| País de Gales                  | UKL    | Leste do País de Gales                       | UKL2   | Powys                                                                                                 | UKL24  |
| Escócia                        | UKM    | Escócia do nordeste                          | UKM1   | Aberdeen, Aberdeenshire, e Nordeste Moray                                                             | UKM10  |
| Escócia                        | UKM    | Escócia Oriental                             | UKM2   | Angus e Dundee                                                                                        | UKM21  |
| Escócia                        | UKM    | Escócia Oriental                             | UKM2   | Clackmannanshire e Fife                                                                               | UKM22  |
| Escócia                        | UKM    | Escócia Oriental                             | UKM2   | East Lothian e Midlothian                                                                             | UKM23  |
| Escócia                        | UKM    | Escócia Oriental                             | UKM2   | Scottish Borders                                                                                      | UKM24  |
| Escócia                        | UKM    | Escócia Oriental                             | UKM2   | Edinburgh                                                                                             | UKM25  |
| Escócia                        | UKM    | Escócia Oriental                             | UKM2   | Falkirk                                                                                               | UKM26  |
| Escócia                        | UKM    | Escócia Oriental                             | UKM2   | Perth e Kinross, e Stirling                                                                           | UKM27  |
| Escócia                        | UKM    | Escócia Oriental                             | UKM2   | West Lothian                                                                                          | UKM28  |
| Escócia                        | UKM    | Sudoeste da Escócia                          | UKM3   | East e West Dunbartonshire, Helensburgh e Lomond                                                      | UKM31  |
| Escócia                        | UKM    | Sudoeste da Escócia                          | UKM3   | Dumfries e Galloway                                                                                   | UKM32  |
| Escócia                        | UKM    | Sudoeste da Escócia                          | UKM3   | East e North Ayrshire Mainland                                                                        | UKM33  |
| Escócia                        | UKM    | Sudoeste da Escócia                          | UKM3   | Glasgow                                                                                               | UKM34  |
| Escócia                        | UKM    | Sudoeste da Escócia                          | UKM3   | Inverclyde, East Renfrewshire, e Renfrewshire                                                         | UKM35  |
| Escócia                        | UKM    | Sudoeste da Escócia                          | UKM3   | North Lanarkshire                                                                                     | UKM36  |
| Escócia                        | UKM    | Sudoeste da Escócia                          | UKM3   | South Ayrshire                                                                                        | UKM37  |
| Escócia                        | UKM    | Sudoeste da Escócia                          | UKM3   | South Lanarkshire                                                                                     | UKM38  |
| Escócia                        | UKM    | Terras Altas e Ilhas                         | UKM4   | Caithness, Sutherland, e Ross e Cromarty                                                              | UKM41  |
| Escócia                        | UKM    | Terras Altas e Ilhas                         | UKM4   | Inverness, Nairn, Moray, Badenoch, e Strathspey                                                       | UKM42  |
| Escócia                        | UKM    | Terras Altas e Ilhas                         | UKM4   | Lochaber, Skye, Lochalsh, Argyll e as Ilhas                                                           | UKM43  |
| Escócia                        | UKM    | Terras Altas e Ilhas                         | UKM4   | Eilean Siar (Ilhas Ocidentais)                                                                        | UKM44  |
| Escócia                        | UKM    | Terras Altas e Ilhas                         | UKM4   | Ilhas Orkney                                                                                          | UKM45  |
| Escócia                        | UKM    | Terras Altas e Ilhas                         | UKM4   | Ilhas Shetland                                                                                        | UKM46  |
| Irlanda do Norte               | UKN    | Irlanda do Norte                             | UKN0   | Belfast                                                                                               | UKN01  |
| Irlanda do Norte               | UKN    | Irlanda do Norte                             | UKN0   | Outer Belfast                                                                                         | UKN02  |
| Irlanda do Norte               | UKN    | Irlanda do Norte                             | UKN0   | Leste da Irlanda do Norte                                                                             | UKN03  |
| Irlanda do Norte               | UKN    | Irlanda do Norte                             | UKN0   | Norte da Irlanda do Norte                                                                             | UKN04  |
| Irlanda do Norte               | UKN    | Irlanda do Norte                             | UKN0   | Oeste e Sul da Irlanda do Norte                                                                       | UKN05  |